# BandSports
BandSports est une chaîne de télévision brésilienne spécialisée dans la diffusion d'évènements sportifs de toute discipline. Elle a été lancée le 13 mai 2002 par le groupe Bandeirantes de Comunicação.